# Heorhiivka, Prîazovske
Heorhiivka (în ucraineană Георгіївка) este o comună în raionul Prîazovske, regiunea Zaporijjea, Ucraina, formată numai din satul de reședință.

## Demografie
Componența lingvistică a comunei Heorhiivka
     Rusă (63,23%)
     Ucraineană (17,94%)
Conform recensământului din 2001, majoritatea populației comunei Heorhiivka era vorbitoare de rusă (63,23%), existând în minoritate și vorbitori de ucraineană (17,94%).